# キルデリク1世

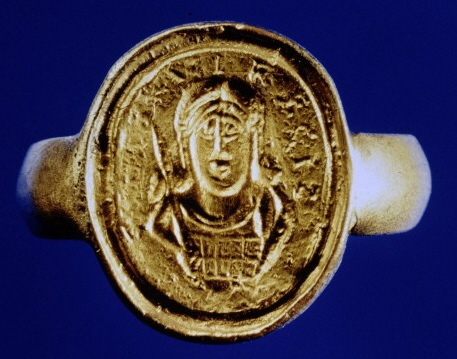
キルデリク1世の印章指輪（複製、実物は1831年に盗難）。"CHILDIRICI REGIS"（王キルデリク）と記されている。実物はトゥルネーの墓から発見された（パリ造幣局蔵）。

キルデリク1世（フランス語: Childéric, ラテン語: Childericus, 435年頃 – 481/2年）はフランク人サリ族の王で、西ローマ帝国の軍人としては第二ベルギカ属州の属州総督。フランク族を統一してメロヴィング朝を開いたクローヴィス1世の父である。

## 生涯
キルデリクは435年頃に生まれた。トゥールのグレゴリウスによれば父はフランク人サリ族の王メロヴィクスで、『偽フレデガリウス年代記』によれば祖父はローマ軍の将校クロディオとされる。
450年頃、キルデリクはフランク族から追放された。年代記を記した聖職者たちは、その理由はキルデリク1世の放埒な私生活にフランク族が不満を抱いたからであるとする。その期間のキルデリクについては、トゥールのグレゴリウスはテューリンゲン族の王バシンと彼の妻であるバシナ王妃の元に身を寄せていたとし、『偽フレデガリウス年代記』はコンスタンティノープルの皇帝マルキアヌスのもとに滞在していたと伝えている。
キルデリクは458年頃にフランク族のもとに戻り、父メロヴィクスの地位を引き継いだ。ランス司教レミギウスによれば、キルデリクはローマ帝国において重要な地位を占めた役人の一人であり、第二ベルギカ属州の統治者としてローマの称号によって識別されていた。
463年、ゴート人の王テオドリック2世がローマ皇帝セウェルス3世の命令でソワソン管区へと侵攻を開始すると、キルデリク1世はソワソン管区の将軍アエギディウスに味方し、テオドリック2世の弟フレデリックを戦死させてテオドリック2世を撃退した。アエギディウスの死後、キルデリク1世はアンジェのコメスであったパウルスを支援した。パウルスは、ローマ人とフランク人とともに、ゴート族を倒して戦利品を獲得した。オドアケルの指揮するサクソン人がアンジェを占領したが、キルデリク1世は469年にアンジェを取り返した。アンジェを解放したキルデリク1世はロアール川の大西洋側の河口の島々までサクソン人を追いかけ、そこで彼らを虐殺した。476年から481年の間にキルデリク1世はオドアケルと連携し、イタリア侵攻を企てたアラマンニ人に対抗した。
キルデリク1世は481年または482年に死亡し、トゥルネーに埋葬された。キルデリク1世の死後には、彼の息子であるクロヴィスが地位を継承した。

## 墓

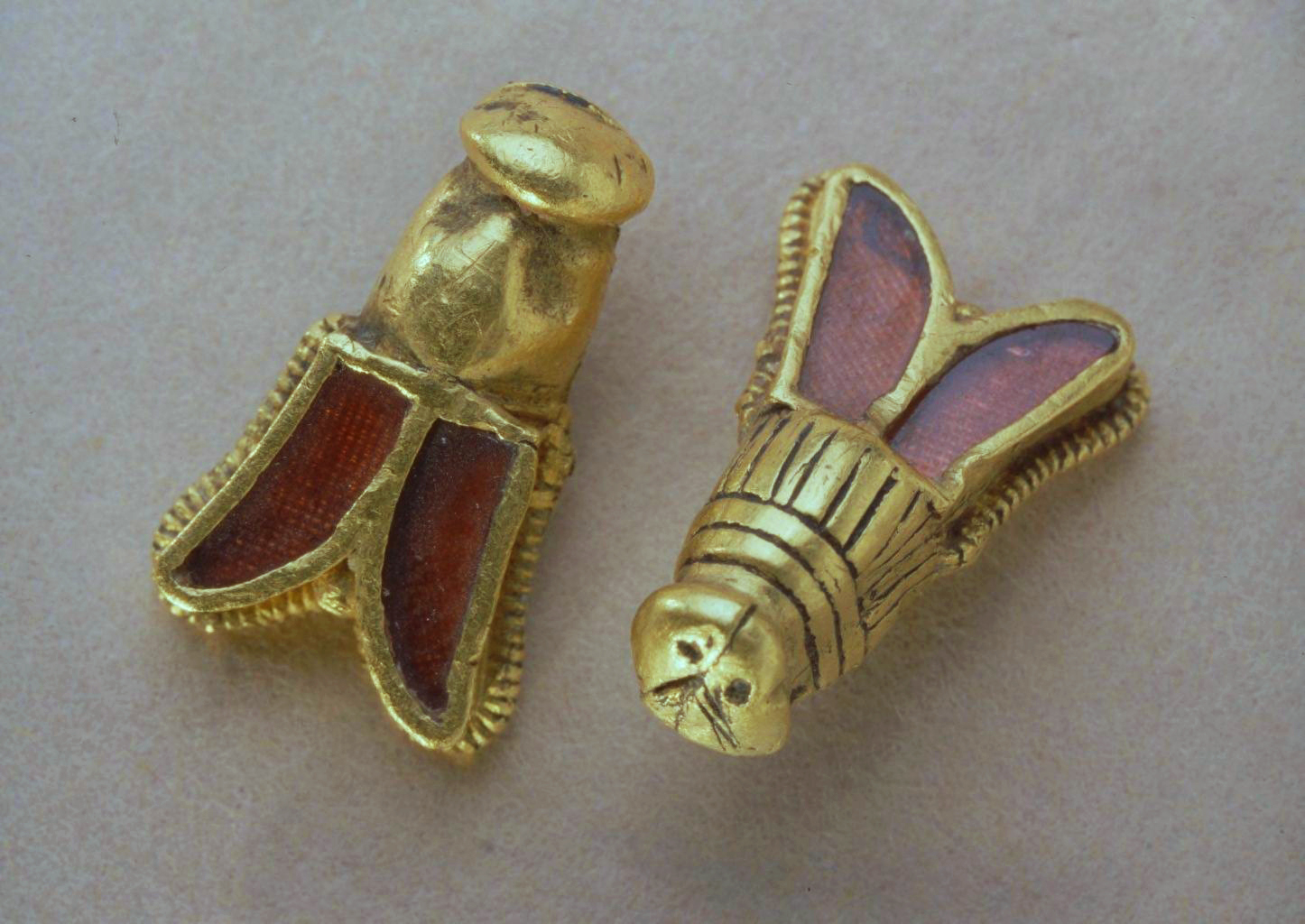
金のハチ

キルデリク1世の墓は1653年にベルギーにあるトゥルネーの12世紀の聖ブリス教会からさほど遠くないところで発見された。金やガーネットのクロワゾネ（七宝）、ローマ帝国の金貨、十字型のフィブラ、金でできた雄牛の頭、ローマ帝国の行政文書を認証するための印璽、王の名前が彫られた指輪、など多くの貴重な品々が発見された。およそ300の金でできた蜂またはセミも王のマントの上に置かれた状態で発見された。出土した金貨の大部分はコンスタンティノープル由来のものであり、それはキルデリク1世と東ローマ帝国との強い結びつきを想起させるものだった。さらにはローマ帝国に無かった馬の蹄鉄までもが出土している。南ネーデルラント総督であったレオポルト・ヴィルヘルム大公は、この発見をラテン語で出版させた。宝物はまずウィーンのハプスブルク家にわたり、次にルイ14世に贈られた。彼は宝物に感銘をうけず、それを王室の図書館（革命中にフランス国立図書館になった）に保管した。ナポレオンはよりキルデリクの蜂に感銘を受け、ブルボン家のフルール・ド・リスの紋章に勝るシンボルを探していた彼は、フランス帝国のシンボルとしてキルデリクの蜂を設定した。1831年9月5日から6日にかけての夜に図書館から約80キロ分のキルデリクの宝が盗まれ、溶かして金にされた。2体の蜂を含むいくつかの宝物はセーヌの隠れ家で発見され回収された。しかし現在、宝物の記録は発見された当時に作られた素晴らしい版画と、ハプスブルク家のために作られたレプリカとしてのみ存在する。

## 逸話
トゥールのグレゴリウスは『歴史十巻』(Libri Historiarum)の中で、キルデリクがフランク人の妻たちを誘惑したとして自身の王国から追放された話を記録している。彼は追放を解くための交渉を友人に依頼し、その間テューリンゲンのバシン王と彼の妻であるバシナ王妃の元に身を寄せた。キルデリクと友人は一枚の金貨を分割して所持していた。8年後、追放が解かれたとの報せが金貨の片割れと共に届いたことにより、キルデリクは報せが正しいことを確信し、自身の王国に戻った。その頃、バシナは王と離縁した。キルデリクは後を追ってきたバシナに告白され、2人は結婚した。

## 妻子
キルデリク1世はバシナと結婚し、以下の子供を儲けた。妻のバシナについては、トゥールのグレゴリウスはテューリンゲン族の王妃であったとし、フランスのルネ・ミュソ＝グラールはキルデリク1世がコンスタンティノープルに滞在していた時期に娶ったビザンツ宮廷に近い女性であったとしている。
- クローヴィス1世（466年 - 511年） - フランク王（在位：481年 - 511年）
- アウドフレダ - 東ゴート王テオドリックの妃
- ランシルド（468年 - ?）
- アボフレド（470年 - ?）